# 西鉄バス宗像・本社

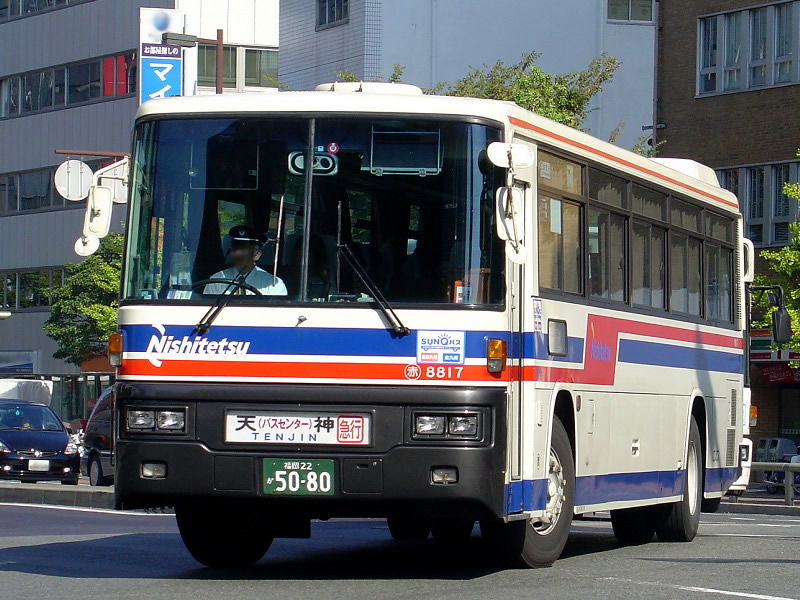
かつて採用されていた専用塗装時代の赤間（急行）福岡線（専用車）

西鉄バス宗像・本社（にしてつバスむなかた・ほんしゃ）は、福岡県宗像市陵厳寺4丁目7番1号にある西鉄バス宗像の本社であり、自社のバス営業所と西日本鉄道赤間第二自動車営業所を併設している。

## 概要
主に宗像市中心部・東部と遠賀郡岡垣町のローカル路線、および福岡市と宗像市を結ぶ路線を担当している。営業所は宗像市の北東部に位置しており、県道69号線を挟んで反対側には鹿児島本線教育大前駅が所在している。近隣には福岡教育大学が立地する。
1991年4月1日に玄海交通（現：西鉄バス宗像）が設立され、のちに同社の赤間支社を併設。2001年10月1日までに宗像市・岡垣町内の路線がすべて西日本鉄道から西鉄バス宗像に譲渡された。2003年7月1日に実施された西鉄グループのバス事業再編により、それまで宗像市北部の鐘崎にあった西鉄バス宗像の本社が当営業所内に移されるとともに、福岡市と宗像市を結ぶ路線は西鉄バス宗像への管理委託となった。なお、鐘崎の旧本社は移転とともに西鉄バス宗像鐘崎支社となり、2010年7月1日をもって廃止されている（路線はすべて新宮支社・赤間本社に移管された）。
バス車体に記載される営業所記号は、西鉄本体から管理委託されている車両は「○赤」（○の中に「赤」）、西鉄バス宗像の自社保有車両が「○宗」（○の中に「宗」）となっている。

## 歴史
もとは宗像地区でバス事業を行っていた舞鶴自動車の本社であった。同社は1936年に九州電気軌道の子会社である九州合同バスに統合されている。1942年に同社が九州電気軌道に吸収合併されたのち、同年9月の西鉄成立によって西日本鉄道赤間自動車営業所となった。
- 1976年： 福岡〜門司線、赤間営業所で系統分割。
- 1993年4月? ： 赤間第二自動車営業所および玄海交通赤間支社発足。
- 2001年10月： この月までに宗像市・岡垣町内路線が西鉄バス宗像に譲渡される。
- 2003年7月1日： 赤間（急行）福岡線、赤間（委託）線が西日本鉄道から西鉄バス宗像への管理委託となる。
- 2009年1月18日： 担当する一般路線バス（コミュニティバスなどは除く）でnimocaが使用可能になる。
- 2010年7月1日： 西鉄バス宗像の鐘崎支社を廃止し赤間に統合。路線は本社及び新宮支社に移管される。
- 2011年： 赤間急行が運行開始から30周年を迎える。
- 2015年3月21日：太宰府ライナーバス旅人の一部便の共同運行（西鉄バス二日市甘木支社）を開始。
- 2024年10月17日 - 同日開催された西鉄本体の取締役会において、2025年10月1日付けで親会社の西日本鉄道が当社を吸収合併し直営化すると発表[1]。理由としては乗務員不足と輸送人員等が減少しているため。

## 担当路線
2025年4月1日現在の路線（太字は終点・始発停留所）
赤間（急行）福岡線、福岡〜赤間線は西日本鉄道が西鉄バス宗像に管理委託しており、車両は西日本鉄道が保有し、西鉄バス宗像の乗務員で運行する。それ以外の路線は西鉄バス宗像が直接管理する路線となり、車両・乗務員ともに西鉄バス宗像に所属する。

### 赤間（急行）福岡線

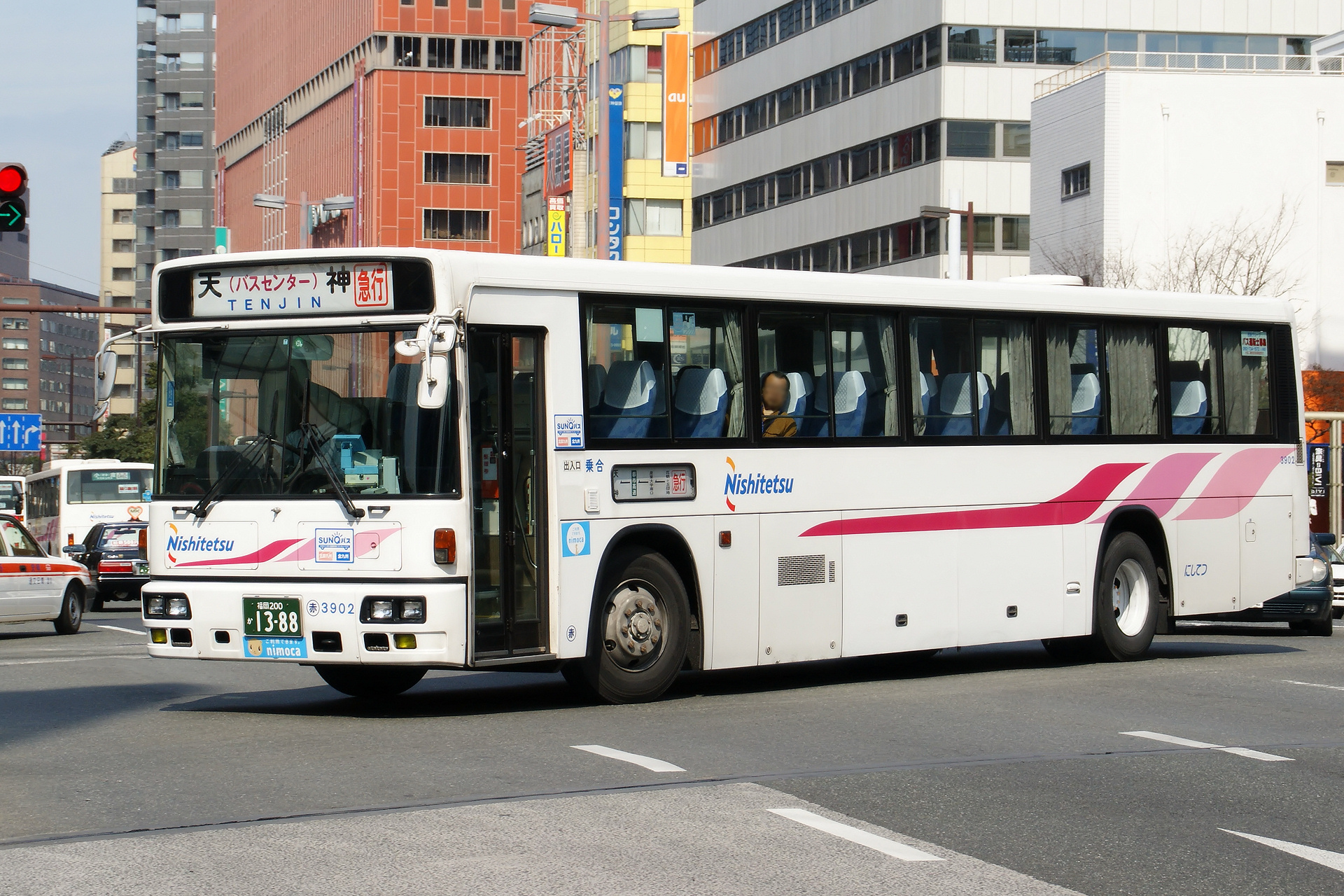
赤間（急行）福岡線（高速路線からの転用車両）

通称「赤間急行」。1981年5月1日に運行を開始した。福岡市の中心部天神と宗像市内各地を都市高速、国道3号（香椎バイパス・宗像バイパス）経由で結ぶ路線。全便がトップドア車（4列シート・トイレ無し）で運行される。（九州自動車道を通らないため、）高速バスとは異なり立席乗車も可能。太宰府ライナー旅人で使用する便（送り込みの急行も含む）はバックカメラ搭載車が限定で使用される。
都心部においてはクローズドドアシステムを採用しているため、天神から蔵本の間では、森林都市方面行きは乗車のみ、天神行きは降車のみの取扱いとなる。天神での乗り場は2011年4月1日改正以前は郵便局前であったが、同日改正以降は天神日銀前となっている。旧天神バスセンター時代は森林都市・赤間方面のみ始発となっており、天神行きは天神郵便局前が終点で中央自動車営業所が待機所になっていたが、現在の天神バスセンターになってからは起終点ともにバスセンター（待機所）となっていた。しかし、2015年3月21日より天神バスセンター発着から天神中央郵便局前着（降車は従来の高速バス用降車場から大濠公園方面が使用するバス停に変更）・天神日銀前発に変更。同時に折り返しまでの待機場所が那の津口駐車場もしくは福岡高速自動車営業所 （那の津四丁目）待機に変更された（次便が太宰府ライナー旅人に入る場合は博多営業所まで回送）。
定期券の扱いについては一般路線バスに準じるため、エコルカードなどのフリー定期券も使用できる。また、近年では当路線に限定した割引運賃なども採用されていた（後述）。
西日本鉄道からの管理委託路線である。過去には和白営業所（現：アイランドシティ営業所）と共同運行していた時期もあった。また、かつては博多駅発着も設定されていた。
いずれの系統も都市高速を利用する（呉服町ランプ - 香椎東ランプ間）。香椎東ランプができる前は香椎ランプを経由していた。
2012年4月21日よりイオンモール福津前を経由する便が誕生した（森林都市方面は全便停車）。天神行きはイオンモール福津開店時間に併せて朝9時過ぎから運転された。この場合一度3号線から外れる。JR九州バスが使用する貴舟バス停（上西郷（宮城病院）～イオンモール福津間に所在）には停車しない。2014年4月1日から同年9月30日まで「イオンモール福津パーク・アンド・ライド」の社会実験が行われたのに併せ、2014年4月1日のダイヤ改正で朝6時～8時台の天神行き急行の一部便がイオンモール福津経由に変更された。なお、社会実験終了後もダイヤは変更されていない。ダイヤ改正ごとにイオン経由の割合が増加傾向にあり、2025年3月現在、平日8時・土休日9時以降は全便イオン経由で運行されている。

#### 運行形態（2025年4月現在）
日中は赤間営業所系統が毎時2 - 3本、日赤看護大学系統が平日のみ毎時1本運行。夕方以降は赤間営業所系統が毎時1 - 2本、広陵台児童公園前系統・青葉台入口系統が各1本ずつ運行され、天神～森林都市地区までは概ね15〜25分間隔となっている。平日朝の天神方面は10分間隔で運行される。比較的高頻度で運行されてきた同線であるが、2010年以降はダイヤ改正ごとに減便を繰り返している。

#### 運行経路
一般路線バスとしては比較的長距離を走行する路線だが、高速バスと異なり停車停留所数が多いため、停車停留所は絞り込んで記載する。
急行
種別は急行とされているが、通過停留所は福岡市都心部にのみ設定され、九州産業大学南口以東は各停留所に停車する。青葉台入口、広陵台児童公園前発着のうち、一部は自由ヶ丘折返場または日赤看護大学まで回送されて折り返しまで待機する便もある。
- 天神 - 中洲 - 蔵本 - （都市高速） - 九州産業大学南口 - 三代 - 上の府太郎丸 - 鹿部 - 花鶴ヶ丘団地 - 千鳥パークタウン入口 - 千鳥パークタウン - 若木台団地 - 日の里団地入口 - 南郷朝野団地入口 - 森林都市 - 赤間営業所

基幹系統。かつてはラッシュ時に特急も設定されていた（後述）。赤間営業所行きの深夜便は2018年3月16日に運行終了した。
- 天神 - 中洲 - 蔵本 - （都市高速） - 九州産業大学南口 - 三代 - 上の府太郎丸 - 鹿部 - 花鶴ヶ丘団地 - 千鳥パークタウン入口 - 千鳥パークタウン - 若木台団地 - 日の里団地入口 - 南郷朝野団地入口 - 森林都市 - 自由ヶ丘九丁目 - 青葉台 - 青葉台入口

かつては自由ヶ丘南三丁目を起終点としていたが、2011年9月17日改正で青葉台入口まで延伸した後、2024年3月16日改正で平日朝の天神行き1便を除く全便が自由ヶ丘南三丁目を経由しなくなり、残る1便も2025年4月1日改正で廃止となっている。
- 天神 - 中洲 - 蔵本 - （都市高速） - 九州産業大学南口 - 三代 - 上の府太郎丸 - 鹿部 - 花鶴ヶ丘団地 - 千鳥パークタウン入口 - 千鳥パークタウン - 若木台団地 - 日の里団地入口 - 南郷朝野団地入口 - 森林都市 - 広陵台中央公園前 - 日赤看護大学
- 日赤看護大学→広陵台児童公園前→広陵台中央公園前→（以降上記と同一経路）→天神

日赤看護大学発着便は平日のみ運行。日赤看護大学開学以前は広陵台児童公園前を起終点としていた。児童公園前経由の日赤看護大学行きは2021年3月13日改正で廃止（天神行きは全便児童公園前を経由）。2024年3月16日改正で広陵台地区の起終点を広陵台中央公園前に変更。広陵台児童公園前は平日朝の天神行き1便のみ経由する。
- 天神 - 中洲 - 蔵本 - （都市高速） - 九州産業大学南口 - 三代 - 上の府太郎丸 - 鹿部 - 花鶴ヶ丘団地 - 千鳥パークタウン入口 - 千鳥パークタウン - 舞の里三丁目 - 舞の里

1990年代後半以降は毎日朝1往復のみの運行だったが、2015年3月21日改正からは平日のみ朝3往復に増便。しかし2021年3月13日改正で再び朝1往復のみの運行となった。舞の里行きの方向幕には「千鳥パークタウン（舞の里）」と表記される。

#### 割引運賃・乗車券（廃止）
- 赤間急行きっぷ
  - 当路線の急行・特急全区間で使用できる回数券。5枚綴りのものが3090円で発売されていた。当初は2012年4月1日から2013年3月31日までの期間限定だった[5]が、2013年4月1日から同一形態で改めて通年発売[6]。2017年10月より7枚綴り5000円に変更。2021年3月12日をもって販売終了。
- 土日祝日限定nimoca割引
  - 2009年7月4日からの土曜日・日祝日ダイヤで、nimocaの入金残額で乗車する場合に限り割引運賃が適用されていた。利用区間に関係なく、乗車区間の運賃が610円以上800円以下の場合600円に、810円以上980円以下の場合700円に割引されていた[7]。また、臨時で博多駅発着が設定された際にも適用されていた[8]。2012年3月17日改正と同時に廃止。

### 太宰府ライナーバス旅人
- ■ 旅人
  - 博多バスターミナル - （この間、ノンストップ） - 福岡空港国際線ターミナル - 半道橋ランプ - （都市高速） - 水城ランプ - 大宰府政庁跡 - 太宰府市役所前 - 太宰府（西鉄太宰府駅）

2015年3月21日より一部便の運行を担当。詳細は太宰府ライナーバス「旅人」を参照。
運用上は福岡（急行）赤間線の間合い運用となっている。2018年3月17日から太宰府行きにおいて、福岡空港国際線ターミナルは乗車のみとなった。2020年8月1日ダイヤ改正より、赤間営業所は土曜・休日の一部便のみ運行となった。

### 赤間(普通)福岡線

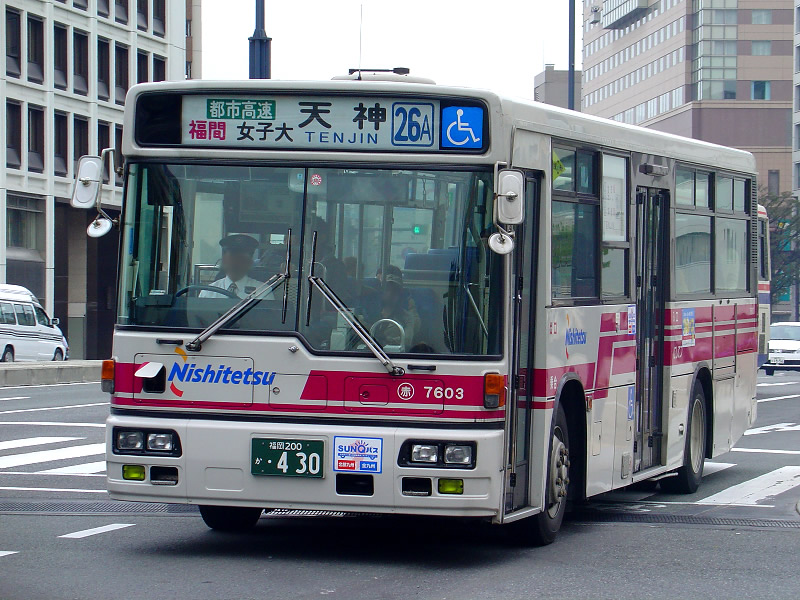
福岡〜赤間線

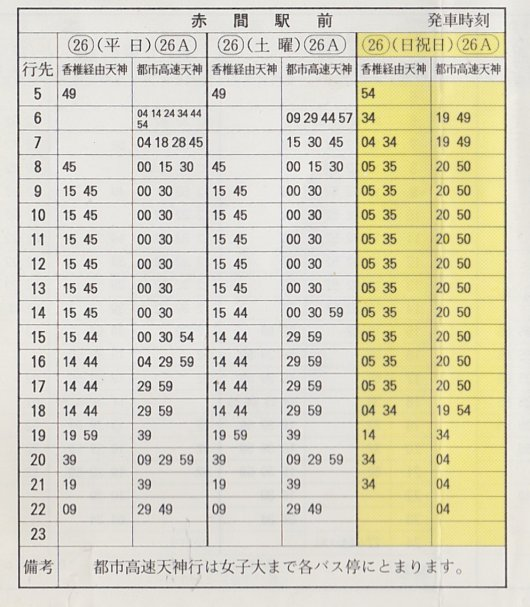
平成8年の天神行き時刻表。26Aの便数が多くなってきた。

福岡市中央区の天神から昭和通り・都市高速（一般道経由は国道3号）・国道495号・県道97号・県道69号（いわゆる「旧3号」）を経由して赤間営業所に至る路線。全便がワンステップ車で運行される。西日本鉄道からの管理委託路線である。
同じ26Aとして津屋崎発着便もあるが、それらの系統は全便アイランドシティ営業所舞の里車庫が担当、香椎線として扱われる。赤間営業所・光陽台六丁目発着便は全便赤間本社担当。2000年代前半までは双方向26・26Aが日中40分ヘッドずつで交互に運行されていたが、現在は早朝の天神発を除き26Aに置き換えられた。旧：天神バスセンター時代は、赤間急行と同様に天神バスセンター1番乗り場が赤間営業所行きの始発で、天神行きは天神郵便局前（後に天神三丁目に変更）が終点。中央自動車営業所が待機所になっていた。また当時は中央営業所と共同運行だった。中央営業所の廃止後は博多営業所と共同運行していたが、2000年代後半に赤間本社の単独運行になった。2021年3月13日改正で26番は福岡高速営業所に移管、26Aは福岡高速営業所との共同運行となった。1980年後半頃には福間発着の便もあったが、短期間で廃止となった。その後、2016年6月18日改正で平日のみ光陽台六丁目発着系統が設定され、約30年ぶりに福間地区発着系統が復活することになった。
- ■■ 都市高 26A
  - 天神 - 蔵本 - （都市高速） - 福岡女子大前 - 和白 - 福工大前駅入口 - 新宮・緑ヶ浜 - 古賀 - 花見 - 福間駅前 - 東郷橋 - 赤間駅前 - 赤間営業所
  - 天神 - 蔵本 - （都市高速） - 福岡女子大前 - 和白 - 福工大前駅入口 - 新宮・緑ヶ浜 - 古賀 - 花見 - 福間駅前 - 光陽台六丁目

この路線の基幹系統で、都市高速を経由する。1時間あたり2・3本程度運行。2021年3月までは福岡高速営業所に夜間滞泊する運用があり、翌朝の天神発に使用していた。
光陽台六丁目系統は2016年6月18日のダイヤ改正で新設。当初は平日夜3本の運行で、光陽台六丁目到着後は26A天神行きで折り返す形であった。2017年3月25日のダイヤ改正で平日日中および土日祝にも運行されるようになった。2025年4月時点では平日・土日祝ともに日中の時間に運行されている。なお行先表示は終着地よりも「JR福間駅」を強調しており、特に光陽台六丁目始発時点での表示内容はJR福間駅の下に小さく天神と表示するのみの極めてシンプルな表示であったが、現在は赤間営業所発時点と同じ表示にされている。
運賃はJRとの競合のためかJR駅最寄のバス停まで運賃を上げず、駅を超えるたびに大きく運賃が異なるのが特徴。
福岡女子大前（26番は名島）～赤間営業所はJRに並行しており、JR不通時の代替輸送も兼ねている。接続する鉄道駅は、九産大前駅（JR九産大前駅）・福工大前駅（福工大前駅入口）・新宮中央駅（特別支援学校前）・ししぶ駅（新宮・緑ヶ浜およびゴルフ場入口）・古賀駅（古賀）・福間駅（福間駅前）・東福間駅（東福間）・東郷駅（東郷駅西口および東郷駅東口）・赤間駅（赤間駅前）・教育大前駅（赤間営業所）である。千鳥駅に関しては最寄バス停から離れているが、東花見もしくは名糖前が最寄となる。

### 宗像地区ローカル路線

#### 津屋崎〜鐘崎線
2016年6月18日改正まで新宮支社と共同運行していたが、同改正から新宮支社の運用を移管し、赤間本社単独運行となった。
- 1
  - 赤間営業所←赤間駅前←東郷橋←東郷駅前 ※1日1本のみ
  - 東郷駅前 - 大井橋 - 宗像大社前 - （道の駅むなかた） - 神湊 - 神湊波止場

後述の1-2と合わせて、宗像大社や大島への足として欠かせない路線である。概ね1時間に1本程度運転される。一部の便は道の駅むなかた経由である。赤間営業所発東郷駅前行きは廃止された。かつては東郷駅経由で赤間営業所および鐘崎車庫発着も運転されていた。
- 1-1
  - 光陽台六丁目 - 福間駅前 - 太郎丸 - 宮地嶽神社前 - 宮司団地前 - 津屋崎中学校 - 津屋崎 - 津屋崎浜 - 津屋崎橋←津屋崎浜←津屋崎←塩浜口←勝浦局前←神湊波止場
- 直行
  - 光陽台六丁目→（各停）→福間駅前→福津市文化会館前→水産高校前→津屋崎橋 ※平日朝1本のみ

宮地嶽神社前・宮司団地前経由。大半のルートが津屋崎～新宮線（西鉄宮地岳線代替路線）と重複していたため、福間駅以遠は平日朝のみ運転だった。2020年10月1日改正で津屋崎～新宮線の廃止に伴い津屋崎橋 - 福間駅前の系統を新設。光陽台六丁目 - 福間駅前の系統は廃止された。
- 1-2
  - 光陽台六丁目 - 福間駅前 - 福間海岸 - 東町 - 津屋崎浜 - 津屋崎橋
  - 光陽台六丁目 - 福間駅前 - 福間海岸 - 東町 - 津屋崎 - 塩浜口 - 勝浦局前 - 神湊波止場 - 神湊 - （道の駅むなかた） - 宗像大社前 - 大井橋 - 東郷駅前

福間海岸・東町経由。2021年10月1日改正より福間駅前～消防会館前間の経路が福間海岸経由に変更された。大半が津屋崎橋・東郷駅発着だが、神湊波止場発着もある。1番同様、一部の便は道の駅むなかた経由である。
- 2
  - 東郷駅前 - 東郷橋 - ひかりケ丘 - 公園通り二丁目 - 池野支所前 - 元末 - 鐘崎車庫→京泊

- 3
  - 赤間営業所 - 赤間駅前 - くりえいと一丁目 - 須恵 - ネオポリス一丁目 - ひかりケ丘 - 公園通り二丁目 - 池野支所前 - 元末 - 鐘崎車庫
  - 赤間営業所 - 赤間駅前 - 宗寿園前 - ネオポリス一丁目 - ひかりケ丘 - 公園通り二丁目 - 池野支所前 - 元末 - 鐘崎車庫←京泊

宗寿園前経由で運行されていたが、75番泉ヶ丘発着の廃止（後述）に伴い、半年後の2011年10月1日改正でくりえいと経由が新設された。京泊発着便は平日のみ運行。京泊発は全便宗寿園前経由である。

#### 松ヶ台循環線
- 7
  - JR海老津駅 - サンリーアイ - 岡垣町役場 - 松ヶ台三丁目 - 旭東 - 海老津 - JR海老津駅
- 20
  - 赤間営業所 - JR海老津駅

もともとは赤間～海老津～折尾～黒崎～小倉というルートで運行されていた路線で、1970年代までは福岡～赤間～黒崎～門司という大都市圏間を結ぶ長距離路線が運行されていたが、競合するJRの本数増やモータリゼーションの影響で少しずつ運行範囲が狭められて現在に至る。1970年代には今川橋～波津の直通便も20番として運行されていた。1980年後半から90年代に赤間～海老津～黒崎（主に海老津バスセンター発着だった）を結んでいた頃は、八幡営業所（時期によっては芦屋営業所）と共同運行していた。

#### 森林都市線
- 8
  - 赤間駅南口 - 田久 - 森林都市 - 赤間小学校 - 赤間営業所
  - 赤間駅南口 - 田久 - 森林都市 - 自由ヶ丘九丁目 - 青葉台入口

赤間営業所系統は森林都市線の出入便として運行されている。土曜朝1本のみ赤間（委託）線の間合い運用の赤間営業所行きが存在する。
- 8-1
  - 赤間駅南口 - 田久 - 森林都市 - 自由ヶ丘九丁目 - 自由ヶ丘南二丁目 - 自由ヶ丘南西通り - 自由ヶ丘九丁目 - 森林都市 - 田久 - 赤間駅南口

基本的には自由ヶ丘循環で運転されるが、早朝には出庫便として自由ヶ丘南二丁目発、夜には入庫便として自由ヶ丘南西通り止めといった循環しない便もある。赤間駅南口行きは8番で運行される。平日朝1本のみ赤間（急行）福岡線の間合い運用の赤間駅南口行きが存在する。
- 8-2
  - 赤間駅南口 - 田久 - 森林都市 - 広陵台中央公園前 - 広陵台児童公園前 - 日赤看護大学
  - 赤間駅南口 - 田久 - 森林都市 - 広陵台中央公園前 - 日赤看護大学

日赤看護大学への通学路線として重宝される系統のひとつ（同大学へのアクセスは、当系統のほかに天神発着の急行がある）。当初は葉山二丁目までだったが、後に広陵台児童公園前、日赤看護大学まで延長されている。朝の日赤看護大学行き、夕方の赤間駅南口行きは通学需要を重視し広陵台児童公園前を経由せずショートカットする。赤間駅南口行きは8番で運行される。広陵台児童公園前発赤間駅南口行きのうち平日朝1本のみ赤間（急行）福岡線の間合い運用が、土曜朝1本のみ赤間（委託）線の間合い運用がある。

### 大島観光バス「グランシマール」

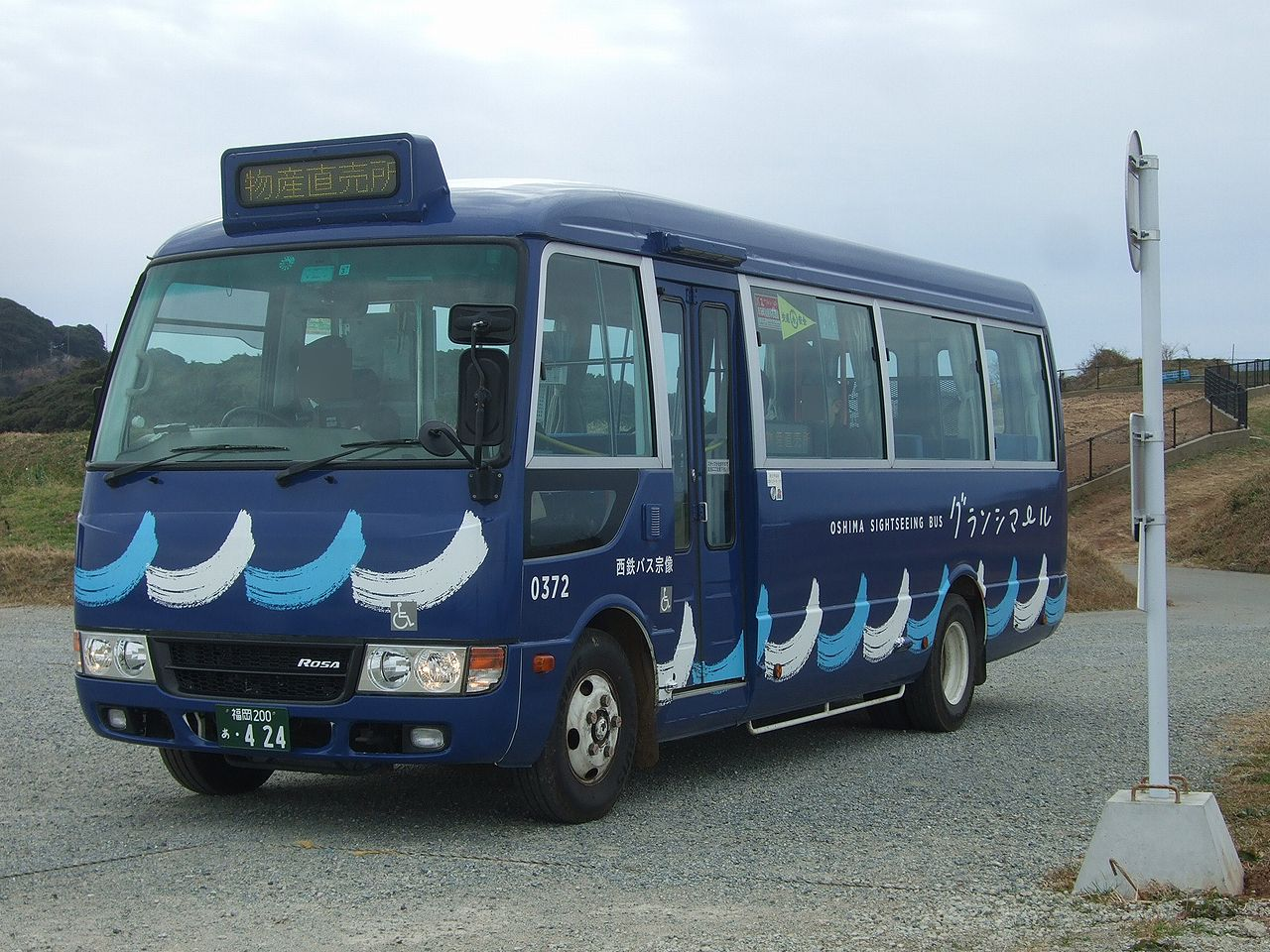
大島観光バス「グランシマール」

- 大島ターミナル → 大島交流館 → 沖津宮遙拝所 → 御嶽山入口 → 砲台跡 → 御嶽山入口 → 沖津宮遙拝所 → 大島交流館 → 物産直売所

大島を訪れる観光客の交通手段の確保を目的として試験運行する路線。宗像市営渡船大島ターミナルを起点に、市街地北側にある大島交流館、島北部の沖津宮遙拝所、島中央部の御嶽山への登山道がある御嶽山入口、島北西部の風車展望所がある砲台跡の各停留所に停車し、砲台跡で折り返して同一経路で戻り、大島ターミナル前の物産直売所で終点となる。
運賃は一乗車につき300円で、一日フリー乗車券は800円。nimocaおよび相互利用カードは利用可能だが、グランドパス65、エコルカードでは利用できない。
当初、2017年4月1日から2018年3月31日までの期間限定運行として運行された（12月から2月は土日祝日のみ運行）。運行開始当初は1日6本の運行であったが、2017年7月15日より1日7本に増発された。
2018年度より、みなとタクシーが運行する乗合タクシー「みあれ号」との共同運行となり、一日フリー乗車券が700円から800円に値上げされた。土日祝日は「グランシマール」が運行し、平日は「みあれ号」が運行する。最繁忙期には「グランシマール」「みあれ号」が続行運行する場合もある。時期によっては「みあれ号」のみの運行となることもあるほか、冬期は「グランシマール」「みあれ号」ともに運休となる。
市営フェリーで車両を航送するため、フェリーが欠航したり点検に入ったりした場合は運休となる。
車両は専用車両の三菱ふそう・ローザが使用される。2017年8月11日よりラッピングが施されている。

### コミュニティバス
宗像市コミュニティバス「ふれあいバス」
- 第1系統（赤間西、河東系統）
  - 赤間営業所 - 泉ヶ丘 - 赤間駅北口 - 稲元 - 天平台 - サンリブ - 赤間駅北口
  - 赤間営業所 - 泉ヶ丘 - 赤間駅北口 - サンリブ - 稲元 - 天平台 - サンリブ

- 第2系統（右回り）：サンリブ→赤間駅南口→自由ヶ丘7丁目→森林都市→自由ヶ丘10丁目→青葉台→朝野団地入口→原町→宗像ユリックス→日の里コミセン入口→日の里7丁目→東郷駅日の里口→大井台→特養むなかた→釈迦院→田熊→宗像市役所→サンリブ
- 第3系統（左回り）：サンリブ→宗像市役所→田熊→釈迦院→特養むなかた→大井台→東郷駅日の里口→日の里7丁目→日の里コミセン入口→宗像ユリックス→原町→朝野団地入口→青葉台→自由ヶ丘10丁目→自由ヶ丘7丁目→赤間駅南口→サンリブ

## 廃止路線
特急
2006年3月18日に新設。平日朝に天神行のみの運行で、現在は全便が赤間営業所始発である。2011年9月17日改正で自由ヶ丘南三丁目・広陵台児童公園前発が設定されたが、2012年3月17日改正で廃止された。また、2012年3月17日改正で停車停留所が大幅に削られた。しかし、2012年10月1日改正で南郷朝野団地入口・日の里団地入口・若木台団地にも停車するようになった。2021年3月13日改正で廃止。
特急であるため一日乗車券・フリー定期券の利用には他の特急バスと同様の制限があり、運賃の半額を支払う必要があるもの（グランドパス65など）、利用できないもの（エコルカード、FUKUOKA 1DAY PASSなど）が存在する。赤間急行きっぷ・区間定期券は急行・特急問わず使用でき、運賃・割引制度も急行と同様。
- 西鉄天神バスセンター←天神郵便局前←中洲←蔵本←福岡都市高速←産業大学南口←東部青果市場前←三代←上の府太郎丸←鹿部←花鶴ヶ丘団地←千鳥パークタウン入口←千鳥パークタウン←若木台団地←日の里団地入口←南郷朝野団地入口←森林都市←赤間営業所

新設当初の運行経路。2012年3月17日改正で停車停留所が大幅に削減された（上述）。
- 西鉄天神バスセンター←天神郵便局前←中洲←蔵本←福岡都市高速←産業大学南口←東部青果市場前←三代←上の府太郎丸←鹿部←花鶴ヶ丘団地←千鳥パークタウン入口←千鳥パークタウン←若木台団地←日の里団地入口←南郷朝野団地入口←森林都市←自由ヶ丘南二丁目←自由ヶ丘南三丁目

2011年9月17日改正で設定。森林都市←自由ヶ丘南三丁目の停車停留所は急行と同一。2012年3月17日改正で廃止。
- 西鉄天神バスセンター←天神郵便局前←中洲←蔵本←福岡都市高速←産業大学南口←東部青果市場前←三代←上の府太郎丸←鹿部←花鶴ヶ丘団地←千鳥パークタウン入口←千鳥パークタウン←若木台団地←日の里団地入口←南郷朝野団地入口←森林都市←広陵台中央公園前←広陵台児童公園前

2011年9月17日改正で設定。森林都市←広陵台児童公園前の停車停留所は急行と同一。2012年3月17日改正で廃止。
- 天神←中洲←蔵本←（都市高速）←九州産業大学南口←鹿部←千鳥パークタウン←若木台団地←日の里団地入口←南郷朝野団地入口←森林都市←赤間営業所

2012年10月1日改正からの停車停留所。
特急「むなかた号」

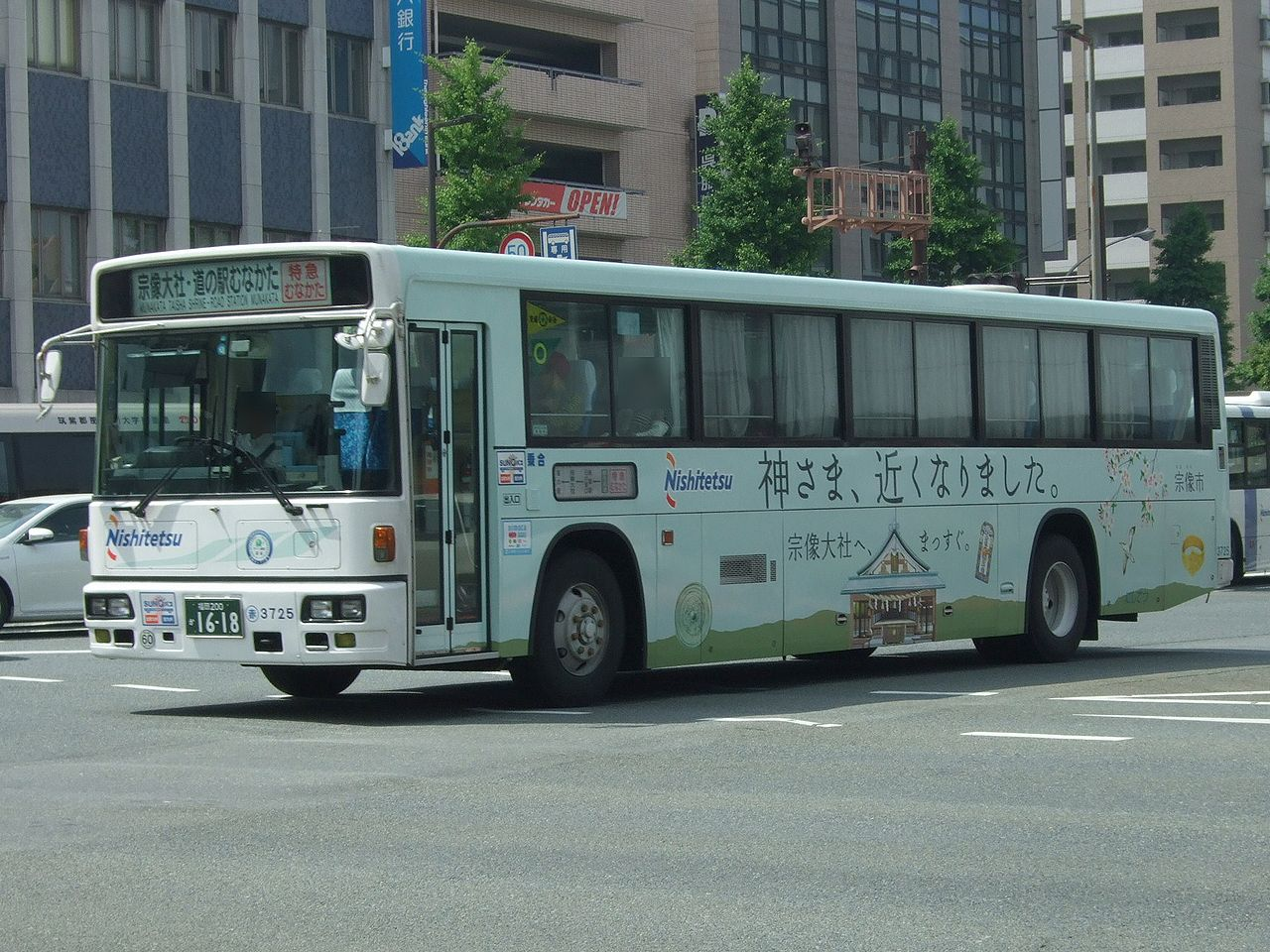
むなかた号

- 天神 - 中洲 - 蔵本 - （都市高速） - 九州産業大学南口 - 鹿部 - 千鳥パークタウン - 若木台団地 - 日の里団地入口 - 東郷駅日の里口 - 宗像大社前 - 道の駅むなかた - 神湊波止場 ※全停留所記載

2015年3月21日改正で道の駅むなかた発着便が新設された。道の駅むなかた発着は毎日3往復運行される。1990年代にも同名の特急バスが運行されていたが、直接の関連性はない。2016年7月23日のダイヤ改正より土曜・休日のみ一部が神湊波止場まで延伸された。道の駅むなかた到着後は折り返しまで駐車場で待機するが、土曜・休日の一部は神湊波止場発があるため、神湊波止場へ回送する便もある。2021年3月13日改正で廃止。
赤間（急行）福岡線
- 天神 - 中洲 - 蔵本 - （都市高速） - 九州産業大学南口 - 三代 - 上の府太郎丸 - 鹿部 - 花鶴ヶ丘団地 - 千鳥パークタウン入口 - 千鳥パークタウン - 若木台団地 - 日の里団地入口 - 南郷朝野団地入口 - 森林都市 - 自由ヶ丘南二丁目 - 自由ヶ丘南三丁目 - 公園前 - 青葉台 - 青葉台入口

自由ヶ丘南三丁目 - 青葉台入口間は2011年9月17日改正で延伸。自由ヶ丘南三丁目発着便は2021年3月13日改正で廃止。2024年3月16日改正で、平日朝の天神行き1便を除く全便が自由ヶ丘南三丁目を経由しなくなり、残る1便も2025年4月1日改正で廃止。
- 75：泉ヶ丘→希望ヶ丘入口→くりえいと一丁目→赤間駅前→赤間営業所

平日朝に間合い運用として赤間営業所行きのみ運行。泉ヶ丘→希望ヶ丘入口間はこの路線・系統のみ運行で、逆向きの運行はない（一部区間はコミュニティバスが代替している）。2000年頃までは宗像ネオポリス発着便とともに直方または高六まで通しで運行していたが、赤間営業所で分断された（当時はグローバルアリーナを経由せず）。当時は西鉄バス筑豊直方支社と共同で担当していた。その名残で行先番号が直通運行時代と同じ75番となっている。2010年7月改正までは鐘崎支社が担当していたが、鐘崎支社の廃止に伴い赤間本社の担当に変更された。2011年4月1日で泉ヶ丘行きが廃止、路線所属も津屋崎〜鐘崎線から赤間（急行）福岡線になった。以前は泉ヶ丘行き、2011年5月のダイヤ改正までは土曜の赤間営業所行きも担当していた。2025年4月1日改正で廃止。
赤間（普通）福岡線

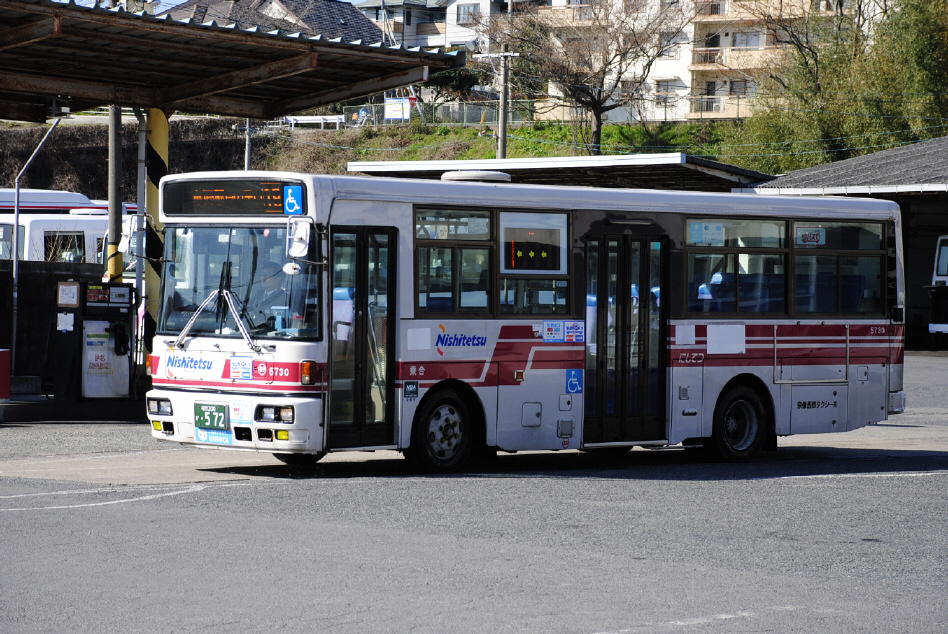
宗像西鉄タクシー

- 15：東郷駅日の里口→日の里三丁目→日の里五丁目→日の里九丁目→東郷駅日の里口（東大廻り）
- 16：東郷駅日の里口→日の里九丁目→日の里五丁目→日の里三丁目→東郷駅日の里口（西大廻り）

日の里地区を循環する路線。2015年6月1日に宗像西鉄タクシーへ運行を移管。2021年3月31日まで同社が担当していたが、デマンドバス「のるーと」への移行に伴い、平日早朝の各1本を残し全廃。同年4月1日以降赤間（委託）線の間合い運用となった。2025年4月1日改正で廃止。
宗像地区ローカル路線
- 2：東郷駅前 - 東郷橋 - ひかりケ丘 - 大王寺 - 池野支所前 - 元末 - 鐘崎車庫
- 3：赤間営業所 - 赤間駅前 - 宗寿園前 - ネオポリス一丁目 - ひかりケ丘 - 大王寺 - 池野支所前 - 元末 - 鐘崎車庫

大王寺経由。公園通り二丁目は経由しない。2011年10月1日改正で廃止。
- 5：赤間営業所 - 赤間駅前 - 来迎寺 - 平原 - 畑

終点は「畑」だが、行き先表示幕には「山田」あるいは「山田（畑）」と表示されていた。
- 8-3：赤間駅南口 - 田久 - 自由ヶ丘七丁目 - 南郷朝野団地入口 - 朝野第二

田久 - 自由ヶ丘六丁目間にある約75‰の急坂を通るため、基本的には中型車が使用される。2021年3月までは赤間営業所発着が存在した。2024年4月改正で平日朝の赤間駅行き1便のみとなり、2025年4月1日改正で廃止。
- 8-4：赤間駅南口→田久→3号線バイパス→南郷朝野団地入口→朝野第二

8-3番とは異なり、3号線を経由する直行便である。朝の朝野第二行きのみ運行。森林都市は経由しない。2025年4月1日改正で廃止。
- 10：赤間営業所 - 赤間小学校 - 宗像ユリックス
- 11：東郷駅日の里口 - 日の里三丁目 - 日の里五丁目 - 第一公団住宅 - 東郷駅日の里口（東廻り）

速達のため団地内を一周せずに東半分を半周する系統で、朝夕ラッシュ輸送に特化していたため日中はごくわずかしか運転されなかったが、団地内の高齢化による利用者減少のため2010年4月1日の改正で大幅に減便されて土曜・休日の日中1本のみとなったのち、2011年3月27日で廃止された。朝夕ラッシュ時は約10分間隔の運行だった時期もあった。
- 12：東郷駅日の里口 - 第一公団住宅 - 日の里九丁目 - 東郷駅日の里口（西廻り）

速達のため団地内を一周せずに西半分を半周する系統で、11番の東廻りと違って第一公団住宅先回り経由だった。こちらもほぼ朝夕のラッシュにのみ特化していたが団地内の高齢化による利用者減少のため2010年4月1日の改正で廃止された。朝夕ラッシュ時は約10分間隔の運行だった時期もあった。
- 13：赤間営業所 - 冨地原 - 六畝田 - 赤木峠 - トヨタ九州正門前 - 宮田役場（現：宮若市役所）
- 17：東郷駅日の里口 - 宗像ユリックス - 森林都市 - 赤間小学校 - 赤間営業所
- 17：東郷駅日の里口 - 宗像ユリックス - 森林都市 - 田久 - 赤間駅南口

日の里地区から宗像ユリックスや森林都市へ向かう路線。赤間営業所発着は出入便で8・8-3・8-4番とほぼ同ルートであるが、赤間駅南口は経由しない。赤間駅南口発着は本数が少ない。2011年4月1日で廃止。
- 18：赤間営業所→赤間駅前→東郷橋→東郷駅東口→東郷駅日の里口

日の里団地循環の出庫便として朝の1本のみ東郷駅日の里口行きが運転される。17番とは異なり赤間駅前を経由する。2015年6月1日より宗像西鉄タクシーが運行していた。2021年3月26日最終運行。
- 19：東郷駅日の里口 - 一丁目大通り - 公団アパート前 - 四丁目公園前 - 宗像ユリックス

2013年4月1日改正で登場した路線。上述の17番と同経路。2015年6月1日より宗像西鉄タクシーが運行していた。2021年3月31日廃止。
- 75：（直方方面 - ）赤間営業所 - 赤間駅前 - くりえいと一丁目 - 希望ヶ丘入口 - 泉ヶ丘

かつてはネオポリス発着便とともに直方まで通しで運転していたが、赤間営業所で分断された（当時はグローバルアリーナを経由せず）。当時は西鉄バス筑豊直方支社と共同で担当していた。2011年4月1日で泉ヶ丘行きが廃止され、赤間（急行）福岡線に所属変更後、2025年4月1日改正で廃止。
岡垣地区ローカル路線
- 6
  - JR海老津駅 - サンリーアイ - 岡垣町役場 - おかがき病院 - 波津
  - JR海老津駅 - 野間 - 岡垣町役場 - おかがき病院 - 波津

野間経由は2018年10月1日改正で廃止。サンリーアイ経由は2022年9月23日改正で廃止され、岡垣町コミュニティバスに移行した。時間帯によってはおかがき病院を通過する便がある。
- 20：JR海老津駅 - 遠賀川駅前

2010年4月1日改正で廃止。千代丸口を境に岡垣町内は岡垣町コミュニティバス高陽団地循環線、遠賀町内は遠賀町コミュニティバス田園・松の本線に移行。
- 60：JR海老津駅 - 海老津バスセンター - 糠塚 - 松原口 - 岡垣役場 - 野間 - JR海老津駅
- 65：JR海老津駅 - 糠塚 - 松原口 - いこいの里 - サンリーアイ - JR海老津駅

60番は2003年4月改正で廃止。65番に代替されたがこれも2005年に廃止され、岡垣町コミュニティバスに移行。
- 岡垣町コミュニティバス（糠塚循環線・岡垣町コミュニティバス線）

糠塚・元松原循環線と戸切循環線の運行を受託していたが、2018年10月1日のダイヤ改正で撤退し、全路線が西部遠賀交通の運行となった。

## 車両

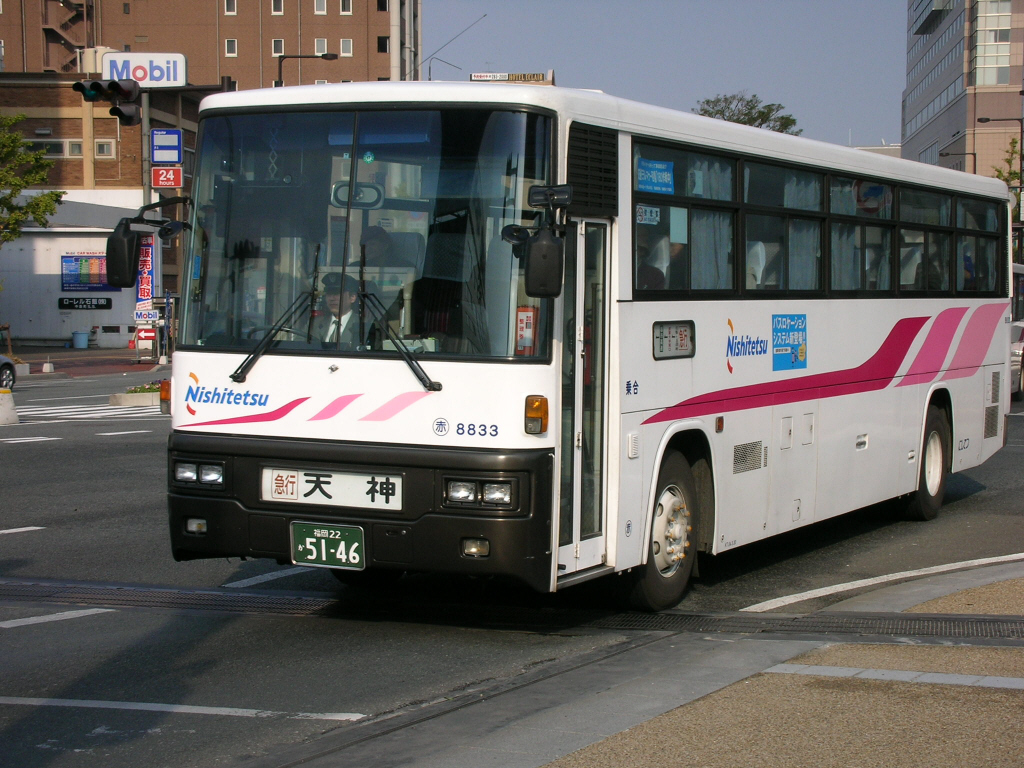
赤間急行

赤間（急行）福岡線では日野製のシャーシに西工E型ボディを架装した専用車を使用していたが、1993年以降は専用車の新規投入は途絶し、1998年からは他の近距離高速路線から転用した車両を投入している。
福岡 - 赤間線に使用される西鉄の管理委託車両は大型一般路線車（日産ディーゼル（当時、現「UDトラックス」）。宗像市・福津市・岡垣町内路線では大型車・中型車（日産ディーゼル・いすゞ）を使用する。
宗像市コミュニティバス「ふれあいバス」では三菱ローザ・日野リエッセを運行していたが、2011年10月のダイヤ改正からは専用塗装の日野ポンチョを使用（ただし代走時はローザを使用する）。2024年4月改正より、EVモーターズ・ジャパンF8 series4-Mini Busを導入している。